# 판 경계간 지진

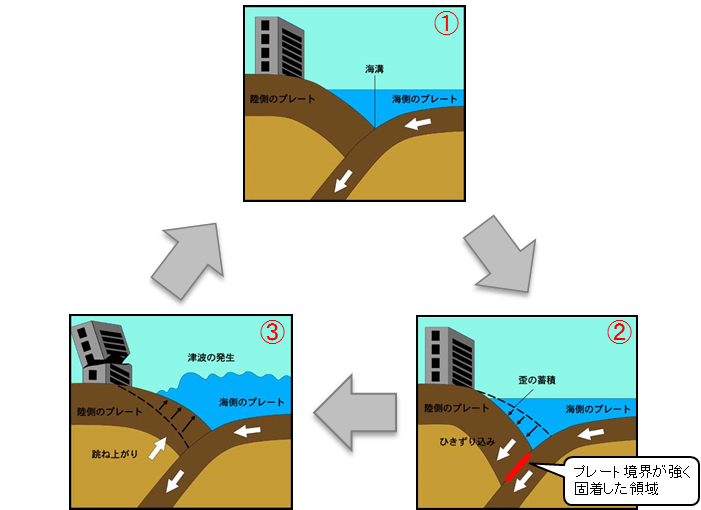
판 경계간 지진의 발생 구조

판 경계간 지진(Interplate earthquake, 版境界地震)은 두 판의 경계에서 발생하는 지진이다. 판 경계간 지진은 전 세계에서 방출된 총 지진 에너지의 90% 이상을 차지한다. 한 판이 다른 판을 향해 움직이면 판이 서로 미끄러질 수 있을 정도로 응력이 쌓일 때까지 두 판은 움직이지 않고 고착된다. 응력이 쌓이다 어느 순간 두 판이 미끄러지면서 단층 양쪽이 특정 변위만큼 이동하며 지진이 발생하고, 이 지진파는 지구 표면을 따라 이동한다.
두 판의 이동에는 여러 종류가 있는데 이는 단층의 종류와 같다. 하나는 발산 경계(열개), 또 하나는 수렴 경계(충상단층, 메가스러스트), 변환단층형 이동 경계 3가지가 존재한다. 그 외에도 각각의 경계에 수평(주향 요소)가 존재하는 복합적인 사교단층일 수도 있다. 역단층, 그중에서도 수렴하는 판 경계에 있는 단층은 규모 9 이상의 매우 강력한 지진인 메가스러스트 지진(해구형 지진)과 관련이 있다. 해구형 지진은 전 세계에서 발생하는 총 지진 모멘트의 약 90%를 차지한다.
판 내부 지진은 판 경계간 지진과 혼동되지만 판 내부 지진은 판 경계에 있는 두 지각판 사이에서 일어난 지진이 아닌 하나의 판 내부에서 지진이 일어난다는 근본적인 차이가 있다. 지진 후에 발생하는 응력 감소도, 지진 발생의 세부 원리 등 여러 가지 큰 차이점이 존재한다. 판 내부 지진은 판 경계간 지진보다 평균적으로 응력 감소도가 더 높다.

## 발생 원인
판 경계간 지진을 일으키는 단층은 크게 3가지 종류, 정단층(normal fault), 역단층(reverse fault), 주향이동단층(strike-slip fault)로 나눌 수 있다. 정단층과 역단층은 경사이동단층(dip-slip fault)의 한 종류로 단층이 경사지게 갈라져 형성되어 있으며 따라 암반이 움직이는 범위벡터에 수직 방향이 존재한다. 정단층은 주로 발산 경계와 같이 지각이 확장되는 지역에서 볼 수 있다. 역단층은 주로 수렴 경계와 같이 지각이 축소되는 지역에서 볼 수 있다. 주향이동단층은 단층의 양 암반이 수평선상으로 미끄러지는 비탈 구조이다. 대표적인 주향이동단층으로 변환 경계가 있다. 많은 지진은 경사이동과 주향이동 두 요소를 모두 가지고 있는 단층의 움직임으로 발생하며, 이 단층 이동을 사교단층(oblique slip)이라고 부른다.
통상 판 경계간 지진은 두 판의 경계에서 판의 운동으로 발생한다는 점에서 다른 지진과는 구별된다. 판구조론적 판의 경계에서 누적된 응력이 단층을 따라 순간적으로 움직이며 해소되면서 방출할 때 발생하는 지진이다.

## 종류

### 해구형 지진

섭입대의 모식도. 메가스러스트 단층은 위에 얹혀지는 판과 접촉하는 섭입대의 판 상단에 있다.

해구형 지진, 혹은 영어권에서 사용하는 메가스러스트 지진(Megathrust earthqauke)는 해구에서 일어나는 판 경계간 지진을 의미한다. 해양판이 대륙판 아래로 섭입하는 해구나 해곡(트로프) 등은 양 판의 경계가 뒤틀리며 지진이 발생한다. 보통 이를 해구형 지진이라고 부르지만 '해구형 지진'이라는 단어가 해구 근처에서 발생한 판 내부 지진을 포함하는 경우도 있어 일본에서는 좁은 의미에서 '해구의 판 경계간 지진'이라고 불린다.
스프링처럼 응력이 쌓인 대륙판이 튕겨나가는 식으로 지진이 일어난다고 설명하는 경우도 있지만, 판이 끌어당겨지는 것이 아니라 다른 지진과 마찬가지로 두 판이 서로 어긋나서 발생한다. 해구형 지진은 단순히 해구 주변 지역에서만 한정되어 발생하지 않고, 1923년 일본에서 일어난 간토 대지진과 같이 해구에서 멀리 떨어진 지역까지 진원역이 넓어지는 경우도 있다. 해구형 지진은 보통 대륙 지각이 해양 지각 위로 올라타 충돌하는 매우 낮은 각도의 역단층, 충상단층형 지진이다. 해구를 위에서 내려다보면 해구형 지진은 주로 해구의 가장 깊은 부분을 이은 선인 '해구축선'보다 대륙판 안쪽으로 들어간 지점이 진원역인 경우가 많다. 하나의 가늘고 긴 해구는 여러 영역으로 나누어(세그먼트) 각각 다른 대지진이 일어난다. 지진의 규모는 보통 M7-8 이상이며 드물게 여러 세그먼트가 동시에 움직여 지진이 일어나면 규모 M9 이상의 초거대지진이 발생하는 경우도 있다. 하나의 세그먼트에서는 약 수십-수백 년을 주기로 대지진이 반복해서 일어난다. 규모가 큰 해구형 지진이 해저에서 일어나면 쓰나미가 발생할 수 있다. 또한 진원역이 넓고 규모가 크기 때문에 광범위한 피해가 일어날 수 있다.
해구형 지진이 주로 일어나는 곳은 칠레, 페루, 멕시코, 미국 알래스카주, 알류샨 열도, 러시아 캄차카반도와 쿠릴 열도, 일본, 필리핀, 인도네시아, 파푸아뉴기니, 솔로몬 제도, 피지, 통가, 뉴질랜드 해역이다. 이 국가 모두 연안에 해구가 있어 규모가 큰 해구형 지진이 발생하기 쉽다.
2004년 자바 해구에서 일어난 인도네시아 수마트라섬 대지진도 해구형 지진에 속한다. 또한 4개 판이 충돌하는 지역인 일본에서는 도카치 종합진흥국 남부 해역에서 반복적으로 발생하는 도카치 해역 지진과 네무로반도 동쪽 해역에서 발생하는 네무로반도 해역 지진과 같은 쿠릴-캄차카 해구의 지진, 2011년 3월 산리쿠 해역의 일본 해구에서 일어난 도호쿠 지방 태평양 해역 지진 및 같은 해구에서 반복적으로 발생하는 산리쿠 해역 지진, 가까운 시일 내에 발생할 것으로 추정되어 지진관측망으로 감시 중인 스루가 해곡의 도카이 지진이나 난카이 해곡의 도난카이 지진, 난카이 지진, 또한 세 지진의 진원역이 서로 연동해서 초거대지진으로 일어날 가능성도 있는 난카이 해곡 거대지진 등의 해구형 지진이 일어날 수 있다. 또한 간토대진재를 일으킨 1923년 M7.9의 간토 대지진도 사가미 해곡에서 판 경계가 서로 어긋나 일어난 사가미 해곡 거대지진으로 해구형 지진에 속한다.
위에서 언급한 수마트라섬 지진이나 도호쿠 지방 태평양 해역 지진, 과거에 수 차례 발생한 난카이 해곡 지진은 여러 개의 진원역에서 짧은 시간 내에 판 경계면의 단층이 파괴되는 현상이 일어났는데, 이러한 지진을 연동형 지진이라고 부른다. 또한 거대한 해구형 지진이 발생한 후에는 진원역과 멀리 떨어진 장소에서도 대륙 지각 내부 지진, 해양 지각 내부 지진 또는 또 다른 해구형 지진이 발생할 수 있는데 이를 유발지진이라고 부른다.
판 경계중 해구 쪽 깊이가 얉은 지역에서는 종종 해일지진이 발생한다. 도호쿠 지방 태평양 해역 지진에서는 깊은 영역과 얉은 영역에서 동시에 연동형 지진이 일어나 강한 흔들림과 함께 거대한 쓰나미가 덮쳤다.
해구형 지진으로 발생한 판 경계의 어긋남이 지표면상까지 드러나면 해저 단층이 생기며, 지진이 일어난 주 단층 외에도 여러 분기단층도 보일 수 있다. 도호쿠 지방 태평양 해역 지진에서는 이러한 해저 활단층이나 판 경계면으로 가라앉은 해산이 지진 발생에 연관되었을 것으로 추정된다.

### 충돌형 경계 지진

두 대륙판이 서로 충돌해 섭입하는 지형의 모식도.

충돌형 경계는 두 판이 서로 충돌하는 지역으로, 경계 부근에서는 강한 압축력이 발생해 지진이 일어난다. 강한 힘으로 판이 부서지고 그 파편끼리 혹은 부가체가 서로 어긋나 지진이 일어날 수도 있다. 대륙판끼리 서로 충돌하는 히말라야산맥, 파미르고원, 티베트고원 같은 고원대에서 주로 관측되는 지진이다.
충돌형 경계 지진의 대표적인 예로는 1999년 9월에 일어난 규모 M7.6의 타이완섬 921 대지진이나 동해 동연 변동대에서 일어난 1983년 5월 M7.7의 동해 중부 지진, 1993년 7월 M7.8의 홋카이도 남서쪽 해역 지진 등이 있다.

### 발산형 경계 지진
발산형 경계에서도 지진이 발생한다. 대양을 이분하는 중앙해령의 중축곡 아래에서 발생하는 지진을 "해령형 지진"이라고 부른다. 진원 깊이는 대부분 12 km 이하의 천발지진이며 지진의 규모는 대부분 M6 이하이다. 발진기구를 분석하면 대부분의 해령형 지진은 장력축이 수평이면서 해령에 직각이며, 정단층을 띈다. 동태평양 해팽, 호주-남극 해령, 인도양중앙해령, 서남인도해령, 대서양 중앙 해령 등 세계 각지의 해령에서 지진이 발생한다. 아이슬란드 지구대나 동아프리카의 대지구대와 같이 육상에 있는 해령(지구대)도 발산 경계의 영향으로 정단층형 지진이 발생한다.

### 변환 경계 지진
변환 단층에서도 판이 서로 어긋나면서 지진이 일어난다. 대부분은 해령 주변의 해저 지형에서 발생하지만 육지에서 일어나는 경우도 있다. 대표적인 변환 경계 지진 발생 지역은 미국의 샌앤드레이어스 단층, 뉴질랜드의 알파인 단층, 터키의 북아나톨리아 단층 등이 있다. 변환 경계 지진의 실제 사례로는 1906년 샌프란시스코 지진이다.

## 영향

### 섭입성 침식
부가체 침식(Basal erosion) 혹은 섭입성 침식 작용이란 섭입대에서 상판 아래쪽에 달라붙은 물질들이 섭입하는 판으로 빨려들어가 부가체가 사라지는 작용으로 전부는 아니지만 거의 대부분의 섭입대에서 일어나는 작용이다. 섭입성 침식 작용이 아직까지 완벽하게 이해되지 않았기 때문에 주기적인 판 경계간 지진으로 섭입성 침식 작용을 보강한다는 모델도 등장하였다. 본 모델에서는 침식 작용이 섭입대에서 점진적으로 일어난다는 것이 아니라, 판 경계간 지진으로 판이 상승할 때 순간적으로 단번에 거대한 양의 침식 작용이 일어난다고 설명한다.

### 쓰나미
해저에서 일어나는 지진은 쓰나미를 일으키는 주 원인이다. 판 경계간 지진은 단층을 따라 응력이 바로 방출되기 때문에 강력한 지진 에너지를 만들고 해저 융기를 일으킬 수 있으며 단층을 따라 갑자기 방출된 지진 에너지가 수면 위로 전달되면서 큰 파동을 발생시킨다. 하지만 모든 판 경계간 지진이 쓰나미를 만들어 내진 않으며, 높은 쓰나미를 만들어내는 지진은 느린 시간 동안 에너지를 방출하는 해일지진의 경우 잘 발생한다.

## 주요 예시
판 경계간 지진은 전 세계에서 방출한 지진 에너지의 90% 이상을 차지한다. 이처럼 광범위한 영향과 피해를 주는 지진은 대부분 판 경계간 지진이다. 인구 밀집 지역에서 발생하는 규모 M5 이상의 지진은 위험하며 인간의 생명과 재산에 큰 위협을 가한다. 특히 지난 세기동안 발생한 매우 큰 규모의 지진은 판 경계간 지진, 그중에서도 해구형지진이었다. 판 경계간 지진이 자주 발생하는 지역으로는 북아메리카 서해안(특히 캘리포니아주와 알래스카주), 남아메리카 서해안, 지중해 동북부 지역(그리스, 이탈리아, 터키 아나톨리아 반도 일부 지역), 이란, 뉴질랜드, 인도네시아, 인도, 일본, 중화인민공화국 일부 지역이 속한다.
| 날짜       | 위도    | 경도     | 진원 깊이 (km) | 규모 | 위치                              |
| ---------- | ------- | -------- | -------------- | ---- | --------------------------------- |
| 2011-03-11 | 38.297  | 142.373  | 29             | 9.1  | 일본 도호쿠 지방 해역             |
| 2004-12-26 | 3.295   | 95.982   | 30             | 9.1  | 인도네시아 수마트라섬 서북부 해역 |
| 1964-03-28 | 60.908  | −147.339 | 25             | 9.2  | 미국 알래스카주 남부 해역         |
| 1960-05-22 | −38.143 | −73.407  | 25             | 9.5  | 칠레 발디비아주 서쪽 해역         |
| 1952-11-04 | 52.623  | 59.779   | 21.6           | 9.0  | 러시아 캄차카반도 서쪽 해역       |

## 같이 보기
- 판 내부 지진
- 해구형 지진